# Takao Doi
Takao Doi (japanska: 土井隆雄), född 18 september 1954 i Minamitama-gun, är en japansk astronaut. 
Asteroiden 4746 Doi är uppkallad efter honom.

## Rymdfärder
- Columbia - STS-87
- Endeavour - STS-123